# Массовые беспорядки в Беслане
Массовые беспорядки в Беслане — события 15 — 16 сентября 1961 года, произошедшие в городе Беслане на почве конфликта правоохранительных органов с местными жителями, приведшие к человеческим жертвам.

## Ход событий
15 сентября 1961 года сотрудники МВД СССР попытались задержать 5 человек, предположительно находившихся в состоянии алкогольного опьянения в общественном месте. Предполагаемые хулиганы оказали им вооружённое сопротивление. Столкновение быстро переросло в массовые беспорядки. В беспорядках приняло участие около 700 жителей города.